# 문명 III
문명 III(Sid Meier's Civilization III)은 시드 마이어가 개발한 《문명》시리즈의 세 번째 작품이다. 2001년 10월 30일에 발매되었다. 이전 작품인 문명 II에 비해 새로운 게임 개념을 많이 채택했다.

## 각 문명의 특징
문명 III에는 총 16개의 문명이 있다. 각 문명들은 2가지의 문명의 성격, 2가지의 시작 기술, 1종류의 특수 유닛을 가지고 있다.
| 색상 | 문명     | 문명 성향      | 시작 기술           | 특수 유닛                   | 지도자             | 수도         |
| ---- | -------- | -------------- | ------------------- | --------------------------- | ------------------ | ------------ |
|      | 미국     | 근면함, 확장적 | 석조기술, 도자기    | F-15 (제트 전투기 대신)     | 에이브러햄 링컨    | 워싱턴       |
|      | 아즈텍   | 군사적, 종교적 | 무사도, 매장 의식   | 재규어 전사 (전사 대신)     | 몬테주마 2세       | 테노치티틀란 |
|      | 바빌론   | 종교적, 과학적 | 매장 의식, 청동기술 | 보우맨 (궁수 대신)          | 함무라비           | 바빌론       |
|      | 중국     | 군사적, 근면함 | 무사도, 도자기      | 중국 기마병 (기사 대신)     | 마오쩌둥           | 베이징       |
|      | 이집트   | 근면함, 종교적 | 도자기, 매장의식    | 이집트 전차 (전차 대신)     | 클레오파트라 7세   | 테베         |
|      | 영국     | 확장적, 상업적 | 무사도, 문자        | 매노워 (프리깃 대신)        | 엘리자베스 1세     | 런던         |
|      | 프랑스   | 근면함, 상업적 | 도자기, 문자        | 머스킷티어 (소총수 대신)    | 잔 다르크          | 파리         |
|      | 독일     | 군사적, 과학적 | 무사도, 청동기술    | 팬저 (탱크 대신)            | 오토 폰 비스마르크 | 베를린       |
|      | 그리스   | 과학적, 상업적 | 청동기술, 문자      | 홉라이트 (창병 대신)        | 알렉산더           | 아테네       |
|      | 인도     | 종교적, 상업적 | 매장의식, 문자      | 전투 코끼리 (기사 대신)     | 마하트마 간디      | 델리         |
|      | 이로퀴   | 확장적, 종교적 | 도자기, 매장의식    | 이로퀴 기마전사 (기병 대신) | 히아와타           | 살라만카     |
|      | 일본     | 군사적, 종교적 | 바퀴, 매장의식      | 사무라이 (기사 대신)        | 도쿠가와 이에야스  | 교토         |
|      | 페르시아 | 과학적, 근면함 | 청동기술, 도자기    | 페르시아 불사신 (검사 대신) | 크세르크세스 1세   | 페르세폴리스 |
|      | 로마     | 상업적, 군사적 | 문자, 무사도        | 레기온 (검사 대신)          | 율리우스 카이사르  | 로마         |
|      | 러시아   | 확장적, 과학적 | 도자기, 청동기술    | 코삭 (기병대 대신)          | 예카테리나 1세     | 모스크바     |
|      | 줄루     | 군사적, 확장적 | 도자기, 무사도      | 임피 (창병 대신)            | 샤카 줄루          | 짐바브웨     |

## 승리 조건
문명 III는 총 6 종류의 승리 조건이 있다.
- 우주 레이스 : 10개의 부품으로 구성된 우주선을 만들어 가장 먼저 발사하면 된다.
- 세계 장악 : 한 문명의 영토가 육지의 66% 이상이고 가지고 있고, 문명의 인구가 세계 인구의 66% 이상이어야 한다.
- 정복 : 다른 문명을 군사력으로 모두 제거하면 된다.
- 외교적 승리 : 유엔의 사무총장으로 선출되면 된다. 사무총장 후보가 되기 위해서는 세가지 조건을 만족시켜야 한다.
- 문화적 승리 : 하나의 도시의 문화 수치가 2만 이상이 되거나, 한 문명 전체의 문화 수치가 일정 수치 이상(표준 크기 맵의 경우 10만 이상)이면서 동시에 다른 문명들의 문화 수치보다 2배가 높아야 한다.
- 히스토그래프 : 2050년까지 승부가 나지 않을 경우, 히스토그래프의 각 시대의 평균 점수를 내어 가장 점수가 높은 문명이 승리한다.

## 평가
| 평가 |        |
| --- | ------ |
| 통합 점수 통합사 점수 메타크리틱 90/100 [ 1 ] 평론 점수 평론사 점수 게임 인포머 8.5/10 [ 2 ] 게임 레볼루션 A- [ 3 ] [ 4 ] 게임스팟 9.2/10 [ 5 ] IGN 9.3/10 [ 6 ] PC 게이머 (US) 92% [ 7 ] |        |
| 통합 점수 |        |
| 통합사 | 점수   |
| 메타크리틱 | 90/100 |
| 평론 점수 |        |
| 평론사 | 점수   |
| 게임 인포머 | 8.5/10 |
| 게임 레볼루션 | A-     |
| 게임스팟 | 9.2/10 |
| IGN | 9.3/10 |
| PC 게이머 (US) | 92%    |